# Afrixalus fornasini
Afrixalus fornasini o rana grande doblahojas es una especie de anfibios anuro de la familia Hyperoliidae, propia del sudeste de África.

## Características
Las hembras de Afrixalus fornasini ponen sus huevos en el suelo, pero gran cantidad de especies poseen una técnica especialmente hábil. La hembra pone un huevo sobre una hoja que cuelga sobre el agua y entonces dobla la hoja y la sella con un pegamento que ella secreta. Cuando los huevos eclosionan, los renacuajos caen al agua que está debajo de ellos, algo que les da ventaja en la lucha de evitar ser comidos.

## Hábitat natural
Su hábitat natural incluye bosques templados, sabanas secas, sabanas húmedas, zonas de arbustos de clima templado, zonas de arbustos tropicales o subtropicales secos, praderas templadas, praderas húmedas o inundadas en alguna estación, pantanos, marismas de agua dulce, corrientes intermitentes de agua dulce, áreas de almacenamiento de agua y estanques.
Habita en Kenia, Malaui, Mozambique, Sudáfrica, Tanzania, Zimbabue y posiblemente Suazilandia.
Está amenazada de extinción por la pérdida de su hábitat natural.

## Galería

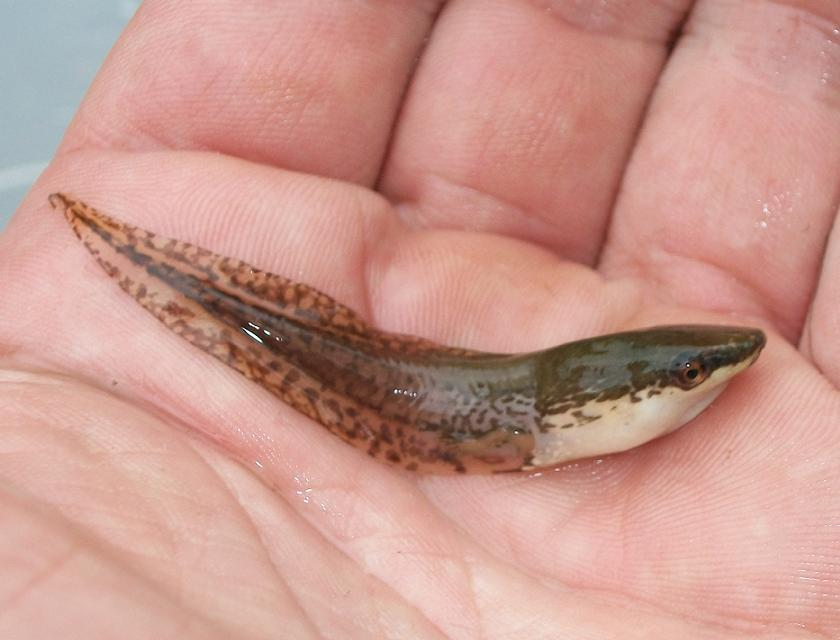
Renacuajo
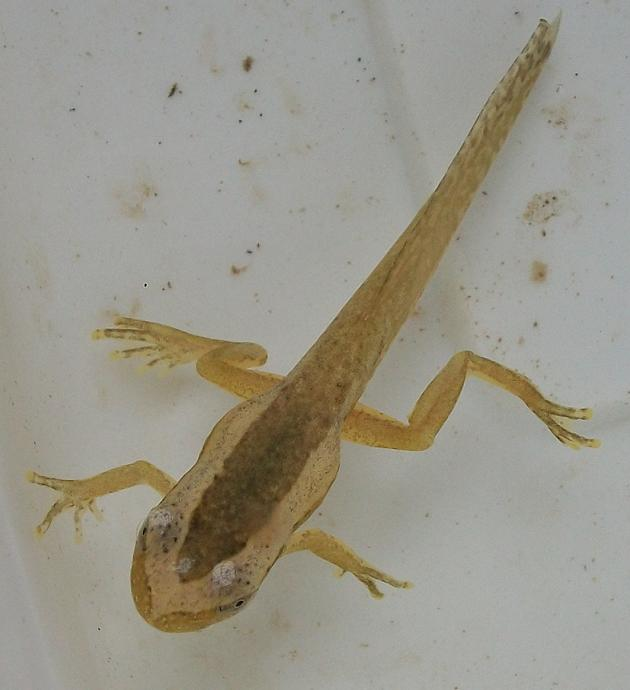
Renacuajo en desarrollo
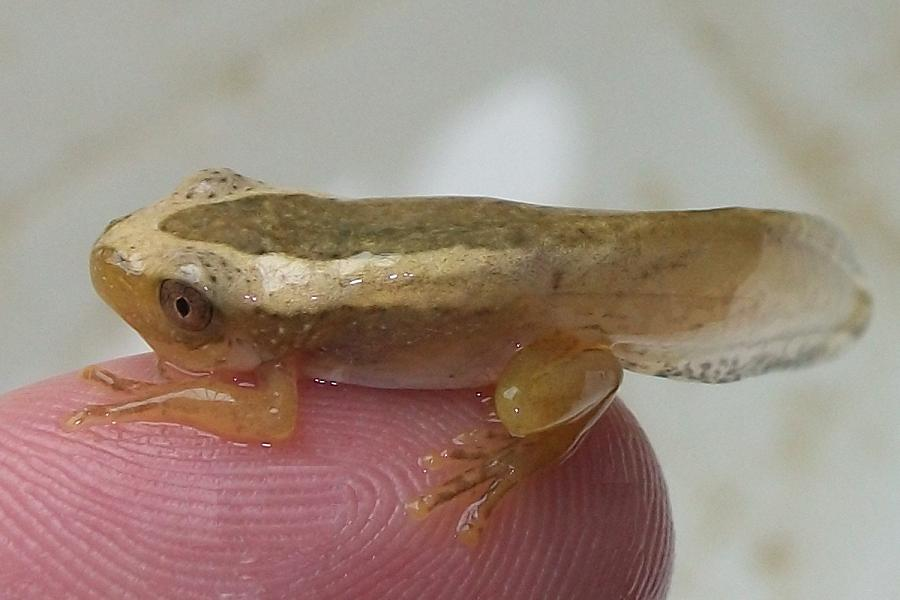
Renacuajo fuera del agua
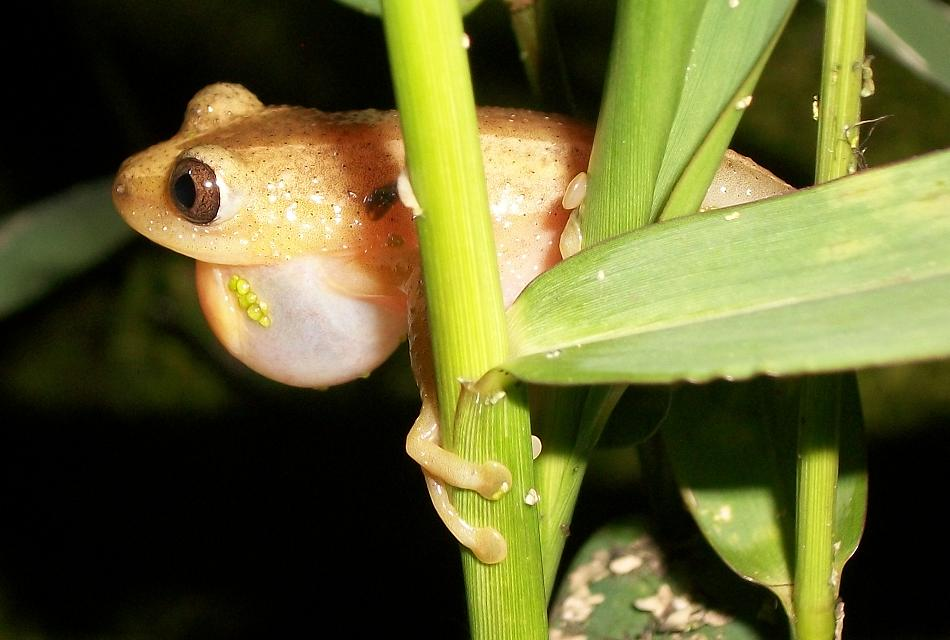
Adulto con saco para el apareamiento.
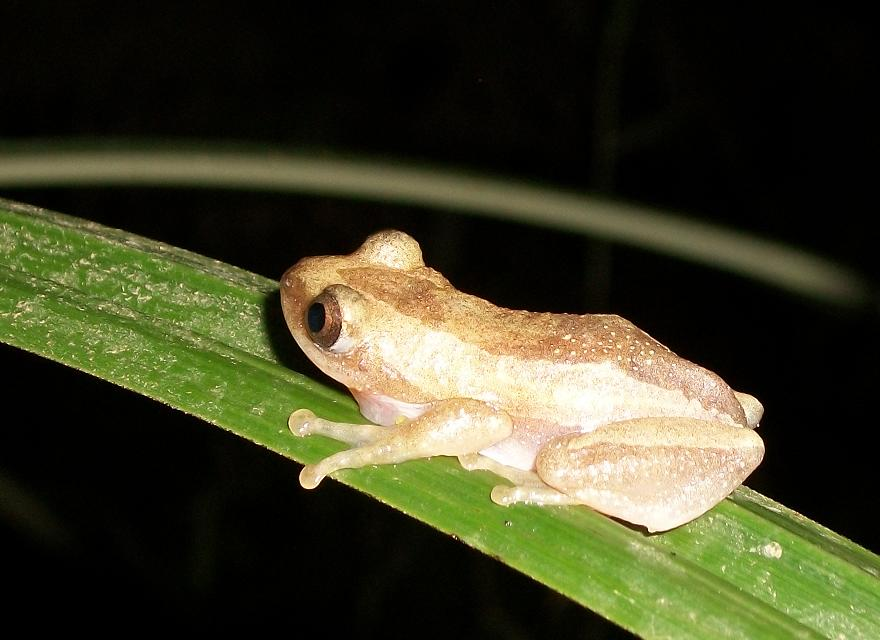
Adulto en una hoja de Cyperus dives
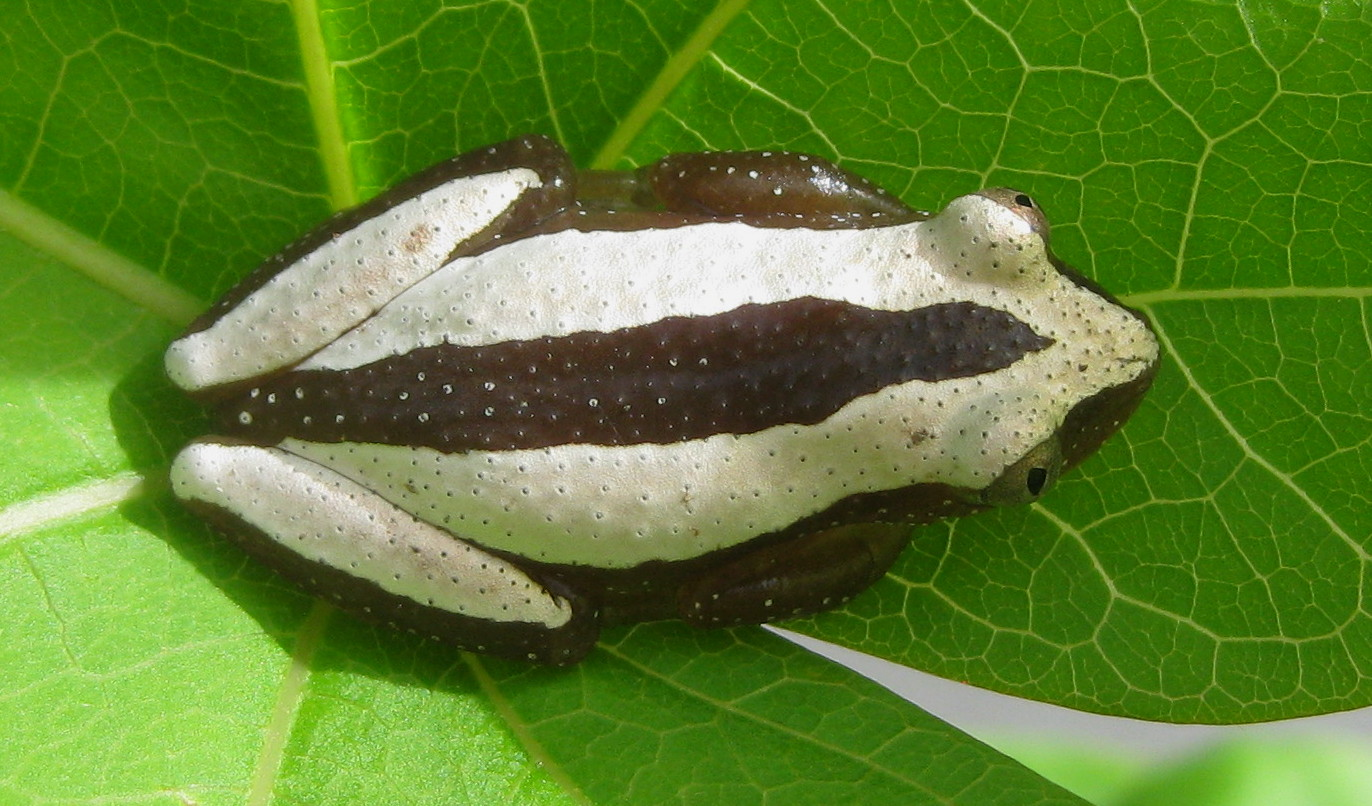
Adulto en una hoja de Jatropha curcas
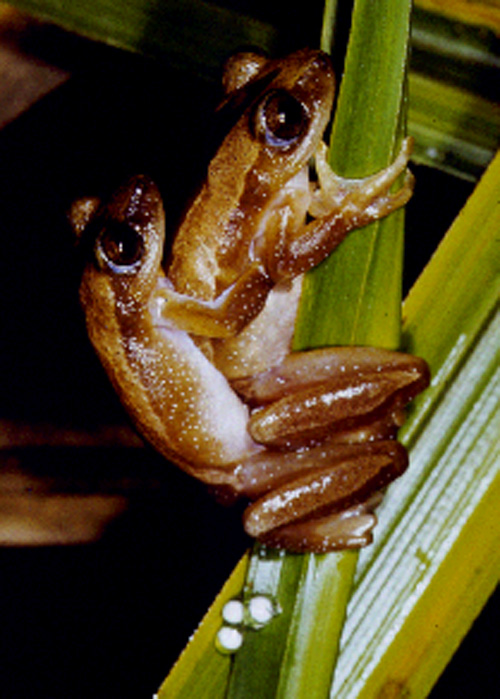
Dos ejemplares adultos